# Municipio de Clear Lake (condado de Cerro Gordo)
Clear Lake Township es un municipio del condado de Cerro Gordo, Iowa, Estados Unidos. Según el censo de 2020, tiene una población de 1537 habitantes.
Es una subdivisión exclusivamente geográfica, puesto que el estado de Iowa no utiliza la herramienta de los townships como gobiernos municipales.

## Geografía
Está ubicado en las coordenadas 43°7′32″N 93°27′2″O / 43.12556, -93.45056. Según la Oficina del Censo de los Estados Unidos, tiene una superficie total de 78.22 km², de la cual 69.11 km² corresponden a tierra firme y 9.11 km² son agua.

## Demografía
Según el censo de 2020, hay 1537 personas residiendo en la zona. La densidad de población es de 22 hab./km². El 95.77 % de los habitantes son blancos, el 0.26 % son afroamericanos, el 0.26 % son asiáticos, el 0.07 % es isleño del Pacífico, el 0.39 % son de otras razas y el 3.25 % son de una mezcla de razas. Del total de la población el 1.89 % son hispanos o latinos de cualquier raza.